# Cruisin' (álbum)
Cruisin' es el tercer álbum de estudio del grupo Village People, lanzado en 1978. El nombre tiene doble significado: puede significar manejando alrededor o gays cruzando. Presenta los hits "Hot Cop" y "Y.M.C.A." que llegaron al #2 en el Billboard Hot 100.

## Lista de canciones
1. "Y.M.C.A." (Henri Belolo, Jacques Morali, Victor Willis) — 4:47
2. "Medley: The Women / I'm a Cruiser" (Belolo, Morali, Willis) — 12:57
3. "Hot Cop" (Belolo, Morali, Willis) — 6:20
4. "My Roommate" (Belolo, Morali, Willis) — 5:20
5. "Ups and Downs" (Belolo, Morali, Willis) — 6:21

- Datos: Q4412383